# جامعة الغرب
جامعة الغرب (بالبرتغالية: Universidade do Algarve‏) تأسست في عام 1979، وهي مؤسسة برتغالية للتعليم العالي العام تقع في أقصى جنوب البر الرئيسي للبرتغال، الغرب، ومقرها الرئيسي وثلاثة من حرمها الأربعة في فارو وحرم جامعي آخر في بورتيماو. 

## التاريخ

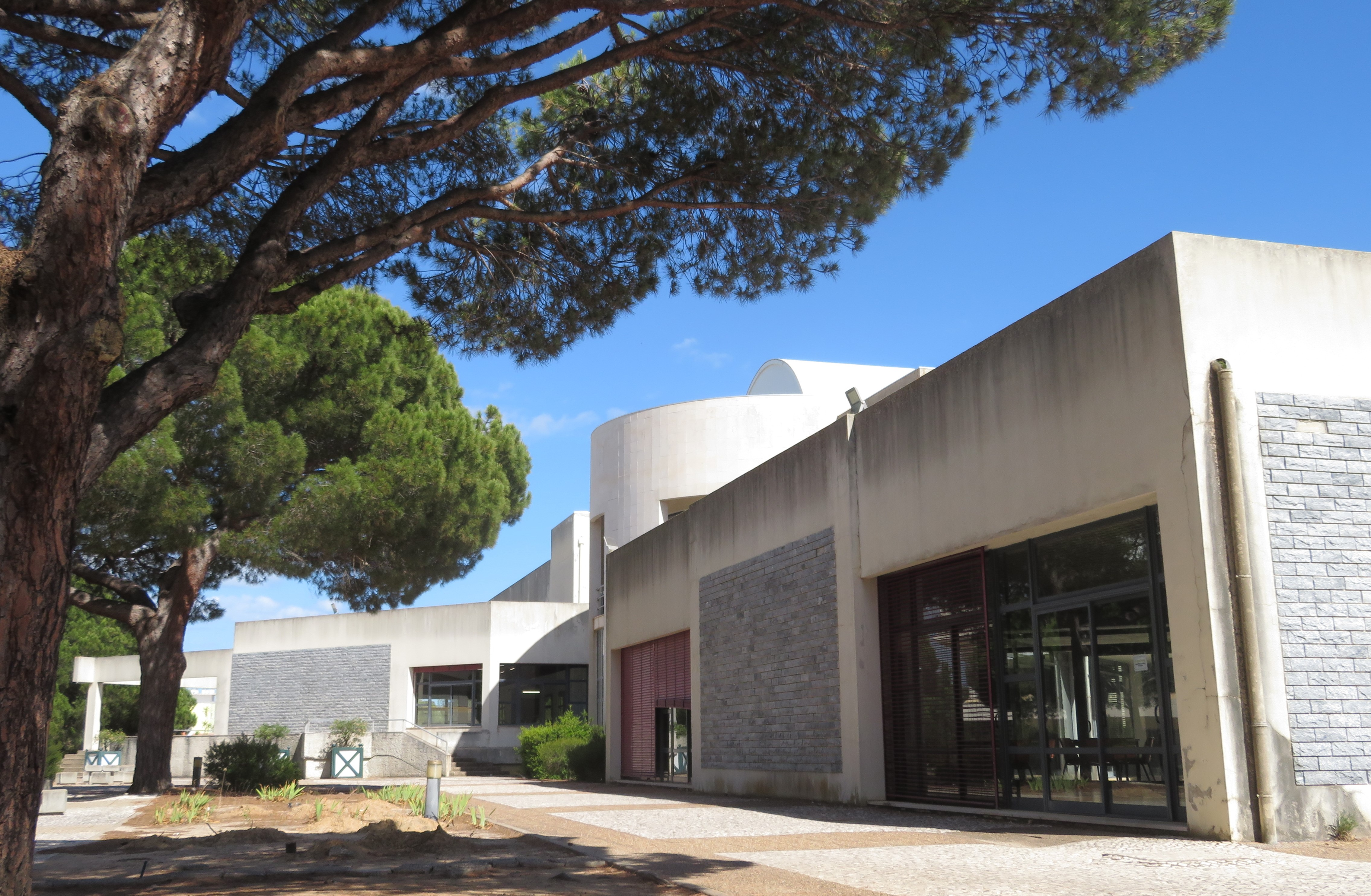
الحرم الجامعي لجامعة الغرب في غامبيلاس

تأسست في 16 يناير 1979 عندما تم التصويت على تأسيسها في البرلمان البرتغالي، ونتجت جامعة الغرب من اتحاد مؤسستين موجودتين مسبقًا، جامعة الغرب (التي تم إنشاؤها بموجب القانون رقم 11/79 من 28 مارس 1979) ومعهد البوليتكنيك في فارو (تم إنشاؤه بموجب القانون 513-T / 79 الصادر في 26 ديسمبر 1979)، مما يجعلها مختلفًة إلى حد ما عن معظم الجامعات نظرًا لأن الكليات والمدارس (الكليات الجامعية والفنون التطبيقية العليا) لكلا النظامين، تتعايش معاً، وكانت أيضًا الجامعة البرتغالية الوحيدة التي أنشأها القانون.

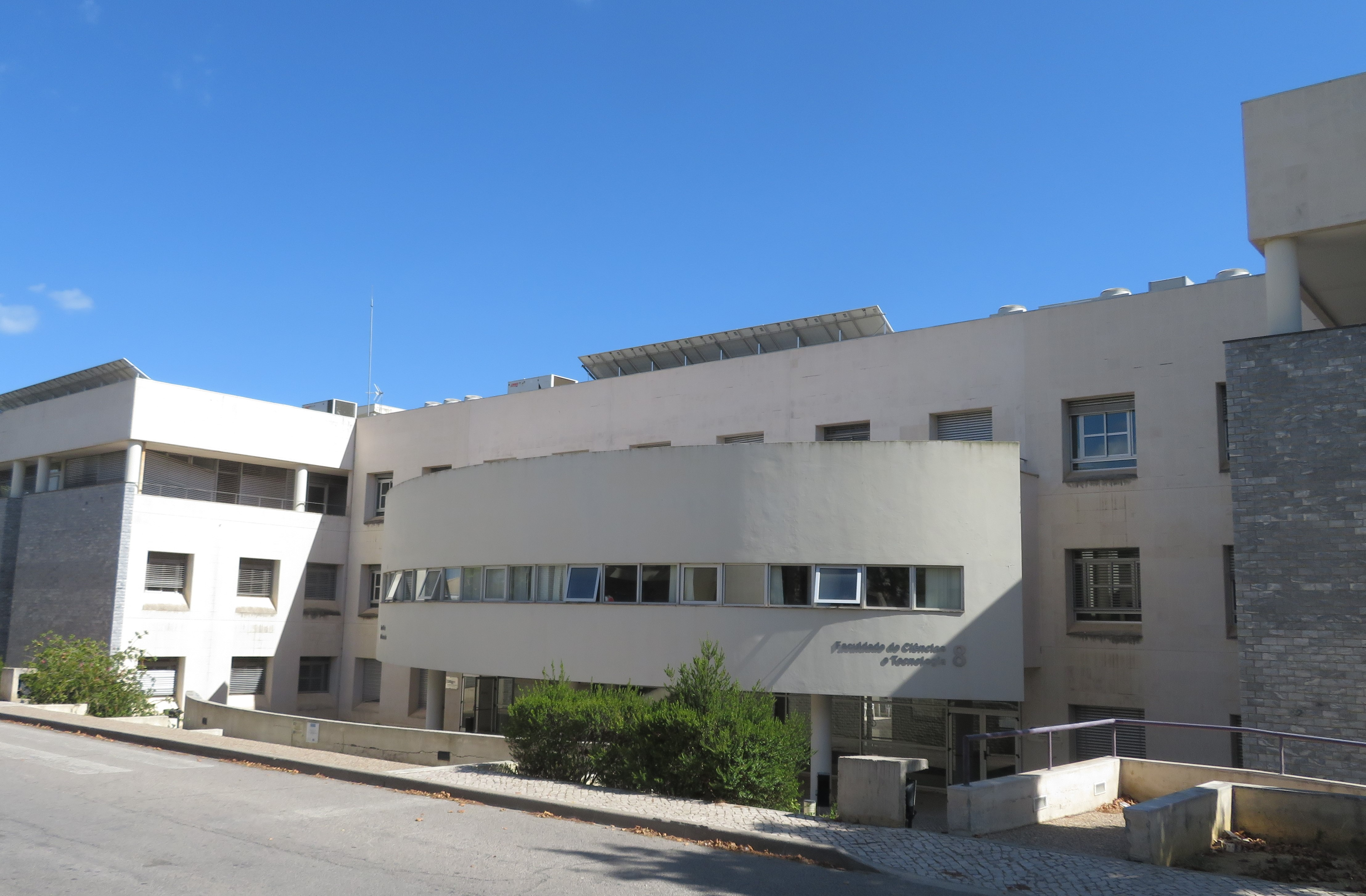
الحرم الجامعي لجامعة الغرب في غامبيلاس

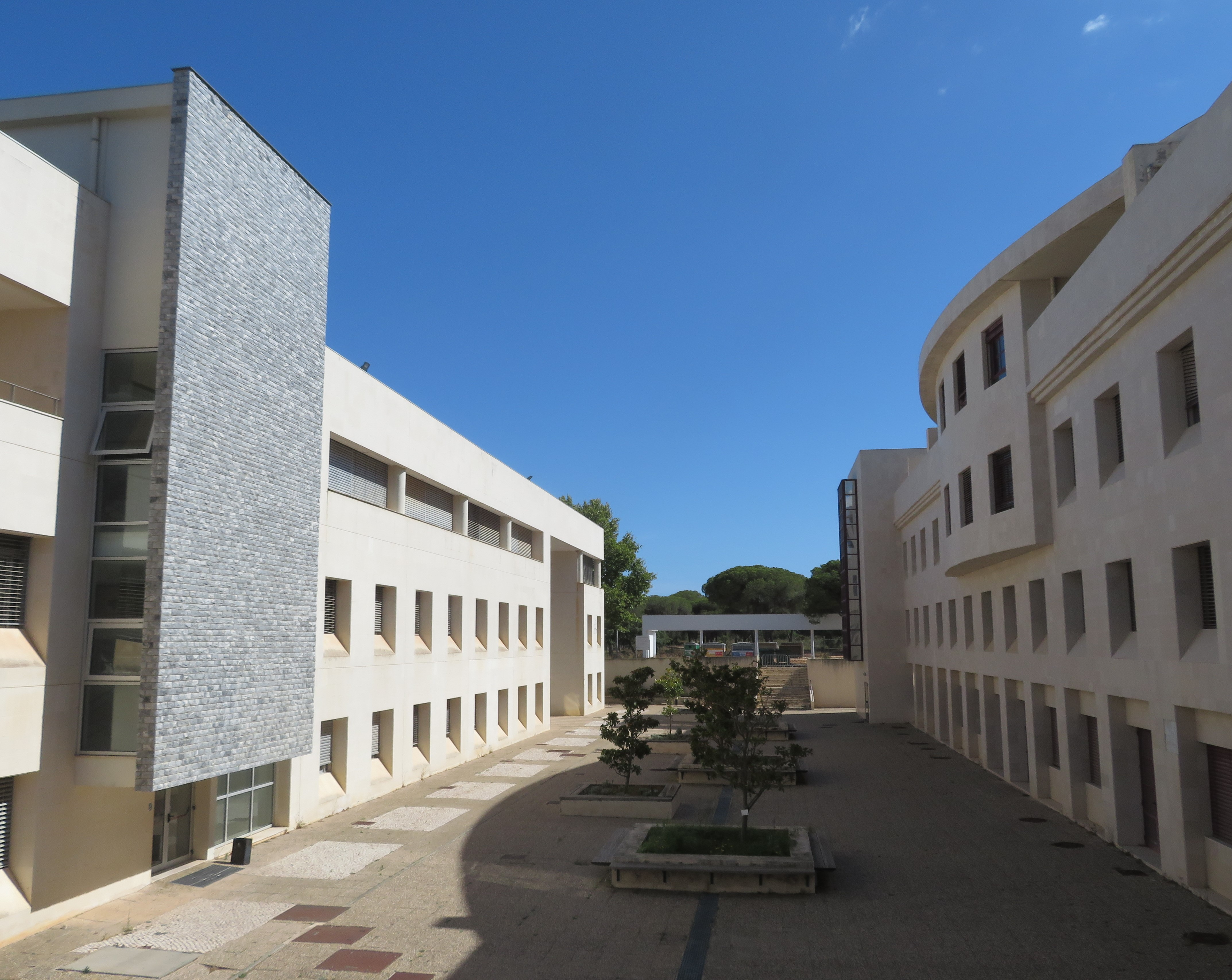
الحرم الجامعي لجامعة الغرب في غامبيلاس

بعد الموافقة على قانون استقلالية الجامعات، وافقت جمعية جامعة الغرب، المكونة من ممثلي الأكاديميين والإداريين والطلاب من جميع الكليات والمدارس، على النظام الأساسي في عام 1991، والذي حصل على موافقة وزارة التعليم. في عام 2001، تم نشر أول تعديل للنظام الأساسي للجامعة في الجريدة الرسمية للحكومة البرتغالية. منذ تأسيسها في 2010، شهدت الجامعة نموًا كبيرًا من حيث عدد الطلاب والمرافق الحديثة وجودة وتنوع البرامج المعروضة. فتحت كلية الطب بجامعة الغرب التي تمولها الدولة أبوابها لأول 32 طالبًا جديدًا في سبتمبر 2009.

## رؤساء الجامعة
في عام 1982، تم تعيين أول رئيس للجامعة، غوميز جويريرو (1982-1986)، تلاه لويد براغا (1986-1990)، مونتالفاو ماركيز (1990-1993)، ألتي دا فيجا (1993-1997)، أدريانو بيمباو ( 1998-2006)، جواو جويريرو (2006-2013)، أنطونيو برانكو، رئيس الجامعة منذ 2013، تلاه باولو أغواس.